# Bodo Knuth
Bodo Knuth (* 6. Oktober 1920 in Berlin; † nach 1972) war ein deutscher Schauspieler bei Bühne, Film und Fernsehen.

## Leben und Wirken
Knuth wurde in den 1940er Jahren an einer Musikhochschule zum Schauspieler und Sänger ausgebildet. 1947/48 war er Spielleiter und Schauspieler an einer winzigen Bühne in Weilburg. Weitere frühe Bühnenstationen waren Potsdam, Hamburg, Gießen, Mainz und Stuttgart. Anschließend arbeitete er freiberuflich, Stückverträge führten ihn unter anderem an das Württembergische Staatstheater in Stuttgart, dem er viele Jahre die Treue halten sollte. Außerdem wirkte Knuth beim Hörfunk und als Synchronsprecher. Seine wenigen Auftritte vor der Kamera fielen vor allem in die ausgehenden 1960er und frühen 1970er Jahre. Wann Knuth starb ist derzeit unbekannt.

## Filmografie
- 1953: Der Vetter aus Dingsda
- 1956: Maria Stuart
- 1966: Wilhelm Tell
- 1967: Moral
- 1967: Fernfahrer (eine Folge)
- 1971: Komische Geschichten mit Georg Thomalla (eine Folge)
- 1971: Eduard IV. – Der Krieg der Rosen, 2. Teil